# Condado de Bong
Bong es uno de los 15 condados de Liberia. Gbarnga es la capital del condado.
Tiene 8.772 km² y más de 333.481 habitantes.